# Anders Eliasson (tonsättare)
Anders Erik Birger Eliasson, född 3 april 1947 i Borlänge, död 20 maj 2013 i Stockholm, var en svensk tonsättare. 
Eliasson studerade vid Kungliga Musikhögskolan i Stockholm 1966–1972 där han studerade komposition för Ingvar Lidholm, samt harmonilära och kontrapunkt för Valdemar Söderholm. Han var ledamot av Stiftelsen för elektronmusikstudions konstnärliga råd 1972–1973. 
Eliassons musik innehåller ofta ett emotionellt element, som dock vilar på en sträng lagbundenhet, som när han har arbetat med olika modi (tonförråd) som styrts till exempel av primtalsserier. Han talade ofta om sin respekt för ”musikens ängel”, det vill säga skillnaden mellan det förklarliga och det oförklarliga i musiken.
Anders Eliasson är begravd på Adolf Fredriks kyrkogård i Stockholm.

## Priser och utmärkelser
- 1973 – Stockholms stads konstnärsstipendium
- 1977 – Mindre Christ Johnson-priset för Canto in Lontananza
- 1983 – Stora Christ Johnson-priset för Canto del Vagabondo
- 1987 – Spelmannen
- 1984 – Stockholms stads hederspris
- 1991 – Rosenbergpriset
- 1992 – Nordiska rådets musikpris för Symfoni nr 1
- 1992 – Ledamot nr 876 av Kungliga Musikaliska Akademien
- 2006 – Medaljen för tonkonstens främjande
- 2007 – Musikförläggarnas pris
- 2013 – Musikföreningens i Stockholm stipendium

## Verkförteckning

### Orkesterverk
- Canti in lontananza för kammarorkester (1977)
- Impronta (1978)
- Turnings (1978)
- Desert Point för stråkorkester (1981)
- Sinfonia da camera för kammarorkester (1984)
- Symfoni nr 1 (1986)
- Ostacoli för stråkorkester (1987)
- Fantasia per orchestra (1988)
- Intermezzi (1988)
- Sinfonia per archi för stråkorkester (2001)
- Sinfonia da camera II för stråkorkester (2001)
- Ein Schneller Blick…ein kurzes Aufscheinen för stråkorkester (2003)
- Symfoni nr 4 (2005)
- New Work för stråkorkester (2012)

### Soloinstrument och orkester
- Konsert för fagott och stråkar (1983)
- Sotto il segno del sole för slagverk och blåsare (1987)
- Symfoni nr 3 Sinfonia concertante för altsaxofon och orkester (1989)
- Sette Passaggi, klarinettkonsert (1992)
- Farfalle e ferro, konsert för horn och stråkar (1992)
- Konsert för violin och stråkar (1992)
- Konsert för basklarinett och orkester (1997)
- Trombonkonsert (2000)
- Konsert för altsaxofon och stråkorkester (2002)
- Konsert för sopransaxofon och stråkorkester (2002/2008)
- Konsert för violin, piano och orkester (2005)
- Concerto per violino, viola ed orchestra da camera, konsert för violin, viola och orkester (2009)
- Ensam färd, violinkonsert (2010)

### Kammarmusik
- Melos för stråkkvartett (1970)
- Intro för orgel (1970)
- In medias för soloviolin (1970/92)
- Picknick för blåsarkvintett (1972)
- Versione för piano (1973)
- Disegno della pioggia för 4-händigt piano, cello och xylofon (1974)
- Disegno per quartetto d'archi för stråkkvartett (1975)
- Disegno per sestetto d'ottoni för brassextett (1975)
- Disegno per violoncello (1977)
- La fièvre för blåsarkvintett (1978)
- Malaria för klarinett, trumpet, trombon, slagverk och kontrabas (1978)
- Serenad (I gömstället) för recitatör, flöjt, klarinett, horn, harpa, violin, viola och cello till text av Lars Norén (1980)
- Ombra  för klarinett och stråkkvartett (1980)
- Disegno per clarinetto för klarinett (1980)
- Notturno för basklarinett, cello och piano (1981)
- Disegno per clavicembalo för cembalo (1982)
- Dai cammini misteriosi för 2 oboe, fagott, cembalo och kontrabas (1983)
- Senza risposte för flöjt, violin, cello och piano (1983)
- Suolo för piano (1983)
- Quintetto per clavicembalo e quartetto d'archi för cembalo och stråkkvartett (1984)
- Disegno per flauto för flöjt (1984)
- Disegno per pianoforte för piano (1984)
- Disegno per trombone för trombon (1984)
- Poem för altsaxofon och piano (1986/88)
- Disegno 2 för piano (1987)
- Fogliame för piano och stråktrio (1990)
- Stråkkvartett (1991)
- [Verk] för gitarr (1991)
- Kimmo för trumpet och slagverksensemble (1996)
- Trio för horn, violin och piano (1996)
- Venti anni avanti för piano och slagverkstrio (1998)
- Abendlicht för oboe och piano (2002)
- Wellen för fagott och piano (2002)
- Pentagramm för oboe, klarinett, fagott, horn och piano (2003)
- Disegno 3 (Carosello)för piano (2005)
- Fantasia per sei strumenti för piano, flöjt, klarinett, violin, viola och cello (2010)
- Trio d’archi – Ahnungen för stråktrio (2012)

### Vokalmusik
- Hymn, latinska sentenser för mansröster, blåsare och slagverk (1970)
- Kantillation för mezzosopran och orgel (1970)
- Då sade man … och nu för sopran, basklarinett, cello, vibrafon och slagverk, texten en japansk dikt i översättning av Per Erik Wahlund (1972)
- Tider – Times för mezzosopran, trombon, cello, elorgel, maracas, vibrafon, pukor och slagverk (1972)
- Memet för blandad kör a cappella (1972)
- Oktober för blandad kör a cappella till text av Werner Aspenström (1973)
- Inför Logos för fyra röster och tape till text av Franz Kafka (1973)
- En av oss. kyrkoopera till text av Bengt V Wall (1974)
- Den gröna rosen, kantat för sopran, saxofonkvartett och slagverk till text av Tadeusz Rózewicz (1976)
- Canto del Vagabondo in memoria di Carolus Linnaeus för kör och orkester (1979)
- Breathing room: July för blandad kör till text av Tomas Tranströmer i engelsk översättning av May Swanson (1984)
- Ave maris stella, Mariahymn för blandad kör (1985)
- Längs radien för röst och piano till text av Tomas Tranströmer (1986)
- Vier Lieder för mezzosopran och piano till text av Johann Wolfgang von Goethe (1993)
- Soliloquy of the Solipsist för röst och piano till text av Sylvia Plath (1995)
- Dante Anarca, oratorium för blandad kör, sopran, kontraalt, tenor och baryton, blandad kör och orkester (1998)
- Quo vadis för blandad kör, solist och orkester (2008)
- Karolinas sömn, kammaropera till text av Bengt Emil Johnson (2012)